# كتاب الملاك رزئيل

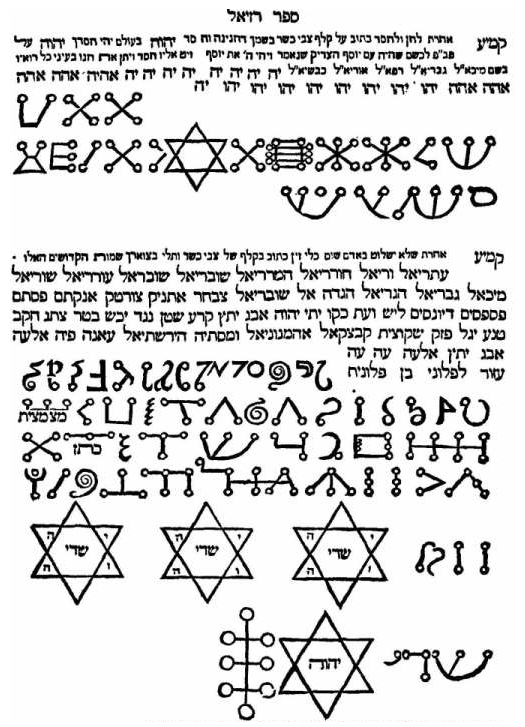
مقتطف من كتاب الملاك رزئيل يظهر عدة رموز سحرية.

كتاب الملاك رزئيل  ، (بالعبرية: ספר רזיאל המלאך ، سفر الملاك رزئيل)، هو كتاب تعاويذ قبالية يعود تاريخ كتابته للقرون الوسطى الأوروبية. التعاويذ مكتوبة باللغتين العبرية والآرامية وهناك نسخة باللغة اللاتينية تعود للقرن الثالث عشر ميلادي ألفت تحت إشراف ملك قشتالة وليون ألفونسو العاشر.
وترجمتة من العبرية إلى الغة (العربية)^ العربية 

## تاريخ الكتابة
من غير الممكن نسب الكتاب إلى تاريخ يسبق القرن الثالث عشر غير أن بعض مقاطعه ممكن أن تعود إلى  العصور القديمة المتأخرة. يوجد عدة نسخات وإصدارات من الكتاب وبحسب الأساطير فإن كتاب الملاك رزئيل عهد به إلى آدم  من قبل الملاك رزئيل. يذكر عنوان الكتاب نفسه في نص سحري آخر من العصور القديمة المتأخرة إسمه «سيف موسى».
النقاد التاريخيون يعتبرون أن الكتاب من تأليف اليهود  الأشكناز الألمان المتصوفين بما أن الاستشهادات منه  لم تبدأ بالظهور إلا في القرن الثالث عشر الميلادي. المترجم المحتمل لنسخة القرون الوسطى هو لعازر وورمز وقد صدر الكتاب تحت اسم سفر «سفر غاليي رازية»  والذي تطور وزيد إليه نصوص لاحقة أضافها كتاب من خلفيات لاهوتية مختلفة  وأصبح  الكتاب يعرف بسفر الملاك رزئيل.

## المحتويات
كتاب الملاك رزئيل مستوحى لدرجة عالية من سفري (كتابي) يتزيرا والرزيم  (كتاب الأسرار).  يوجد عدة نسخ من مخطوطات الكتاب تحتوي كل منها على أجزاء يصل عددها إلى سبعة. النسخة المطبوعة من سفر رزئيل مقسمة إلى خمسة، بعضها تتخذ بنية مدراش صوفي عن اسطورة الخلق. الكتاب يتضمن أجزاء مفصلة عن الملائكة، الوظائف السحرية للأبراج، ألجمتريا (وهي طريقة قبالية  تفسير الكتب المقدسة العبرية من خلال حساب القيمة العددية للعبارات، استنادا إلى  الحروف المكونة منها)، أسماء الله، تعاويذ واقية وتعليمات عن كتابة الأحجبة السحرية الشافية. 
يستند  الجزء السادس من الكتاب على سفر الرزيم (الأسرار) مع إضافة عدة من ضمنها «صلاة آدم» الواردة في سفر آدم.
إكتسب الكتاب سمعة سيئة في القرون الوسطى في ألمانيا وقد أعتبر مع كتاب بكاتريكس (Picatrix وهو كتاب ألفه الفلكي العربي أبو القاسم مسلمة بن أحمد المجريطي وعنوانه بالعربية «غاية الحكيم») من بين أكثر نصوص السحر الأسود مقتا. 

## النسخ
- רזיאל המלאך. Amsterdam (1701) Chabad-Lubavitch Library. Full-text PDF version, in Hebrew, from HebrewBooks.org
- Steve Savedow (trans.), Sepher Rezial Hemelach: The Book of the Angel Rezial, Red Wheel/Weiser (2000), ISBN 978-1-57863-193-3.
- Giovanni Grippo (trans.), Sepher Raziel: Das Buch des Erzengels Raziel (German/Hebrew), G. G. Verlag (2009), ISBN 978-3-9810622-4-3.
- Giovanni Grippo (trans.), Sepher Raziel ha Malakh: Book of Raziel (English/Hebrew), G. G. Publisher (2010), ISBN 978-3-9810622-7-4.

## مصدر أدبي
- Avilés, A.G., Alfonso X y el Liber Razielis: imágenes de la magia astral judía en el scriptorium alfonsí, Bulletin of Hispanic Studies, Volume 74, Number 1, 1 January 1997, pp. 21–39

## قائمة المصادر
1. 1 2  مذكور في: Encyclopaedia Judaica (2nd edition). الناشر: ماكميلان. لغة العمل أو لغة الاسم: الإنجليزية. تاريخ النشر: 2007.
2. ↑  "معلومات عن كتاب الملاك رزئيل على موقع uli.nli.org.il". uli.nli.org.il. مؤرشف من الأصل في 2023-04-07.
3. ↑  "معلومات عن كتاب الملاك رزئيل على موقع viaf.org". viaf.org. مؤرشف من الأصل في 2021-05-13.
4. ↑  "معلومات عن كتاب الملاك رزئيل على موقع id.loc.gov". id.loc.gov. مؤرشف من الأصل في 2021-05-16.